# Musical Miniatures
Musical Miniatures (Miniaturas Musicais, em português) é uma série de filmes de curta-metragem da animação, 6 no total, produzidos por Walter Lantz Productions, de 1946 a 1948. A base original dos desenhos são histórias orientadas por música, com a ação dos personagens acontecendo sincronizadamente com a música tocada durante o enredo do filme, que é geralmente uma orquestra sinfônica. Diferentemente da série Swing Symphonies (uma outra série de desenhos animados baseados em música produzidos por Walter Lantz), os desenhos da série Musical Miniatures foram todos baseados em música clássica, enquanto que os da série Swing Symphonies usam músicas mais de estilo boogie-woogie e jazz. Outra diferença é que nos desenhos da série Musical Miniatures aparecem personagens famosos de Lantz, como Andy Panda, Pica-Pau e Leôncio, enquanto que na série Swing Symphonies isso quase não ocorre.

## Filmografia

### Distribuídos pela Universal Pictures (1946-1947)
| Ano  | # | Título em português                   | Título original             |
| ---- | - | ------------------------------------- | --------------------------- |
| 1946 | 1 | O Poeta e o Camponês                  | The Poet and the Peasant    |
| 1947 | 2 | Trechos Musicais de Chopin            | Musical Moments from Chopin |
| 1947 | 3 | A Abertura Da Chamada de William Tell | Overture To William Tell    |
| 1947 | 4 | O Maestro                             | The Bandmaster              |

### Distribuídos pela United Artists (1948)
| Ano  | # | Título em português      | Título original |
| ---- | - | ------------------------ | --------------- |
| 1948 | 5 | Concerto dos Bichinhos   | Kiddie Koncert  |
| 1948 | 6 | O Piquenique dos Duendes | Pixie Picnic    |